# گمینا لانتسکورونا
گمینا لانتسکورونا (به لهستانی:  Gmina Lanckorona) یک گمینا در لهستان است که در شهرستان وادوویتسه واقع شده‌است. گمینا لانتسکورونا ۴۰٫۶۱ کیلومتر مربع مساحت و ۵٬۸۱۹ نفر جمعیت دارد.